# Princesse Angeline
La princesse Angeline, de son nom autochtone Kikisoblu, est une lavandière et vannière du XIXe siècle qui a refusé d'être mise dans une réserve indienne. Elle a vécu dans la ville naissante de Seattle, nommée d'après son père et dont elle devenue une icône.

## Biographie
Elle est née vers 1820 dans la région où se trouve aujourd'hui la ville de Seattle. Elle est la fille aînée du chef Seattle (Si'ahl), éminent dirigeant des nations Suquamish et Duwamish. Sa jeunesse a été marquée par l'arrivée des colons européens dans la région, notamment Doc Maynard (en), dont la femme, Catherine, a renommé Kikisoblu en Angeline en la baptisant pour la faire chrétienne,.
Malgré le traité de Point Elliott de 1855, qui obligeait les Duwamish à se réinstaller dans des réserves indiennes, Angeline refusa de quitter sa maison sur le front de mer de Seattle. Elle vivait dans une modeste cabane et subvenait à ses besoins en lavant du linge et en vendant des paniers faits à la main. Sa résilience et son indépendance ont fait d'elle une figure connue et respectée parmi les premiers colons,.
L'image de la princesse Angeline est devenue emblématique, fréquemment photographiée par des photographes de renom comme Edward Curtis et Frank La Roche. Elle est souvent représentée avec son bandana rouge caractéristique et des vêtements superposés en couches. Ces images ont été conservées dans des cartes postales et d'autres souvenirs, servant de témoignage visuel de sa présence dans les premiers temps de Seattle,.
Après sa mort, le 31 mai 1896, la princesse Angeline a été enterrée au cimetière de Lakeview dans un cercueil en forme de canoë à côté du colon Henry Yesler (en). Sa pierre tombale, financée par les écoliers locaux, honore sa mémoire et son lien avec les premiers jours de Seattle,.

## Commémoration
Seattle possède plusieurs points de repère et monuments commémoratifs dédiés à la princesse Angeline, reflétant son influence durable. Il s'agit notamment d'un centre de jour pour les femmes sans-abri et d'une rue nommée en son honneur. En outre, son histoire et ses images continuent d'être exposées dans les musées et expositions locaux.